# Thomaskerk (Katlijk)
De Thomaskerk (Fries: Thomastsjerke) is een kerkgebouw in Katlijk in de Nederlandse provincie Friesland. Het kerkgebouw is een rijksmonument en is eigendom van de Stichting Alde Fryske Tsjerken.

## Geschiedenis
In Katlijk stond in 1254 al een kapel. De huidige kerk uit 1525 is een eenbeukige laatgotische kerk met steunberen en een driezijdig gesloten koor. De kerk zonder toren is gebouwd van rooswinkels, bakstenen die kleiner zijn dan kloostermoppen. De schoudergevel dateert uit de 17e eeuw. De nieuwe rondboogvensters zijn in de 18e eeuw aangebracht.
Het interieur wordt gedekt door een houten tongewelf. De preekstoel (17e eeuw) werd tijdens de restauratie in 1978 vanuit het koor verplaatst naar de zuidgevel. Onder de orgelgalerij staan twee overhuifde en door driehoekige frontons bekroonde kerkbanken. De overige kerkbanken zijn vervangen door stoelen. De vloer is geplaveid met estriken. Het eenklaviers orgel uit 1983 is gemaakt door Mense Ruiter.

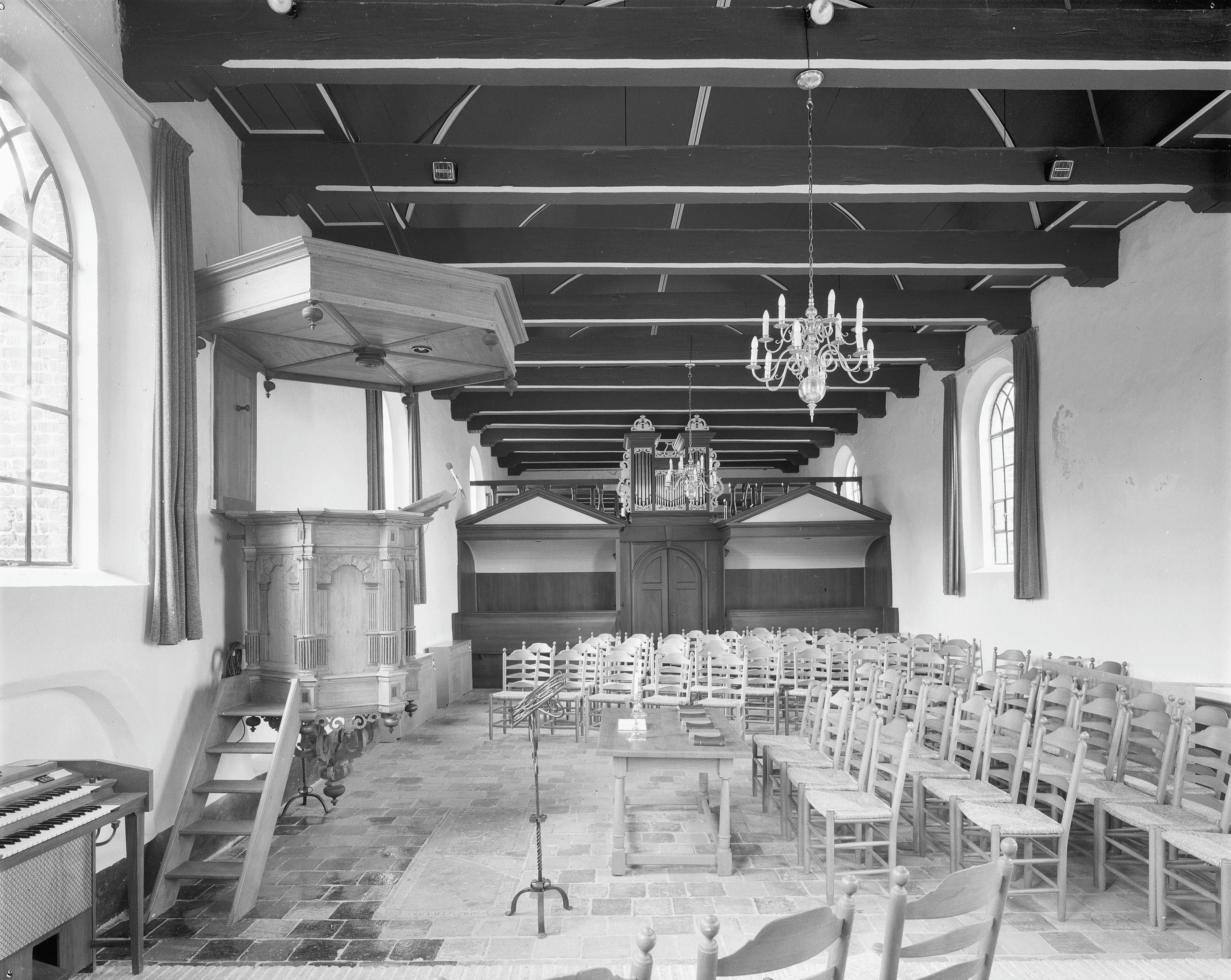
Interieur in 1984

## Klokkenstoel

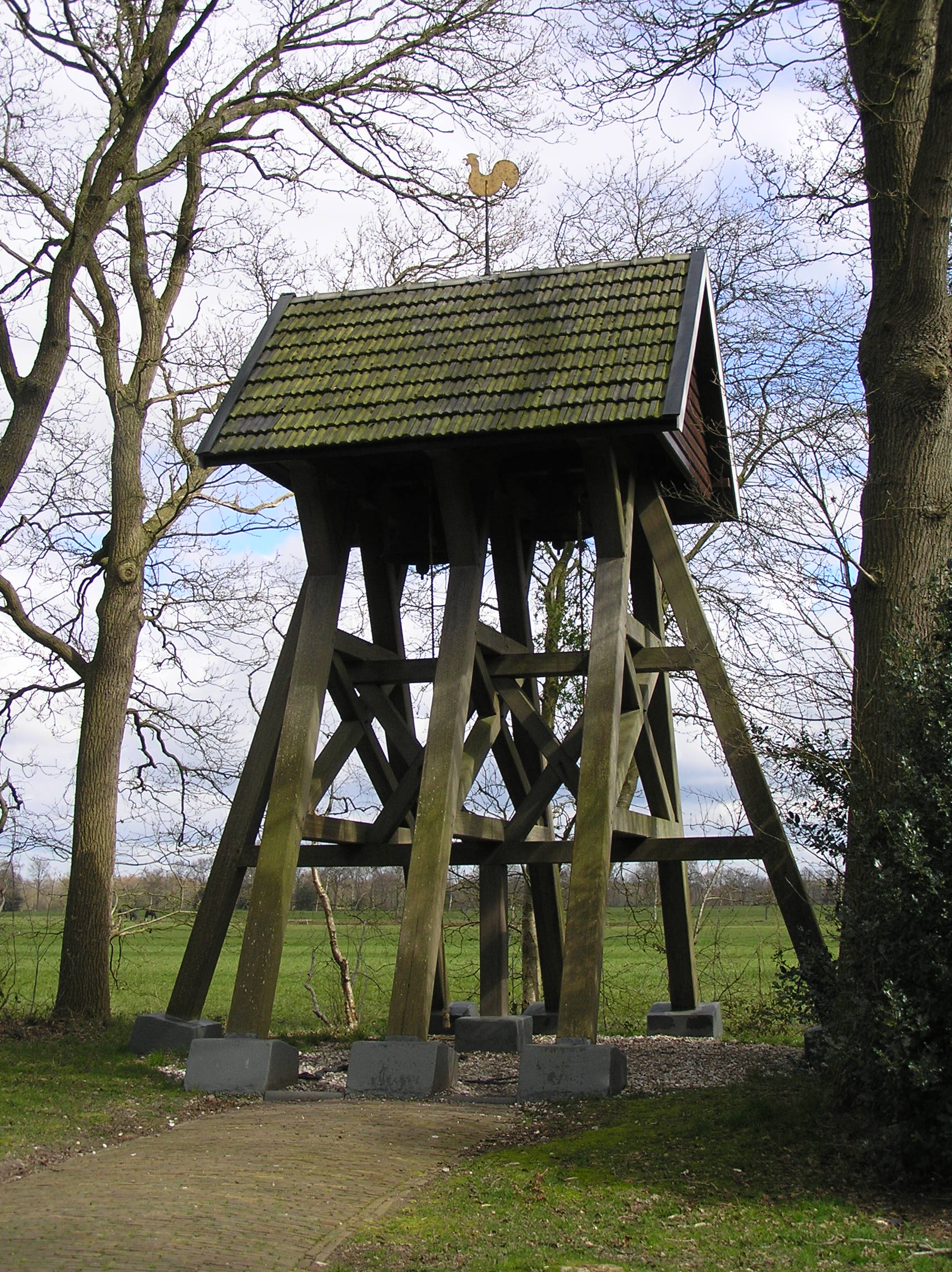
Klokkenstoel

Aan de noordzijde van de kerk staat een dubbele klokkenstoel met zadeldak. De klokkenstoel werd in 1930 vernieuwd en in 1978 gerestaureerd. De twee klokken uit 1952 vervingen twee klokken van Cyprianus Jans Crans die in 1943 door de Duitse bezetter waren gevorderd. De klokken worden geluid voor het aankondigen van kerkdiensten en het Sint-Thomasluiden.